# Sam Neill

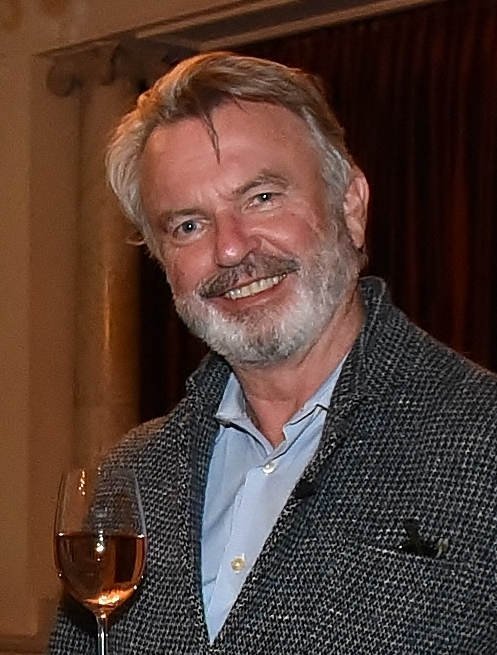
Sam Neill (2017)

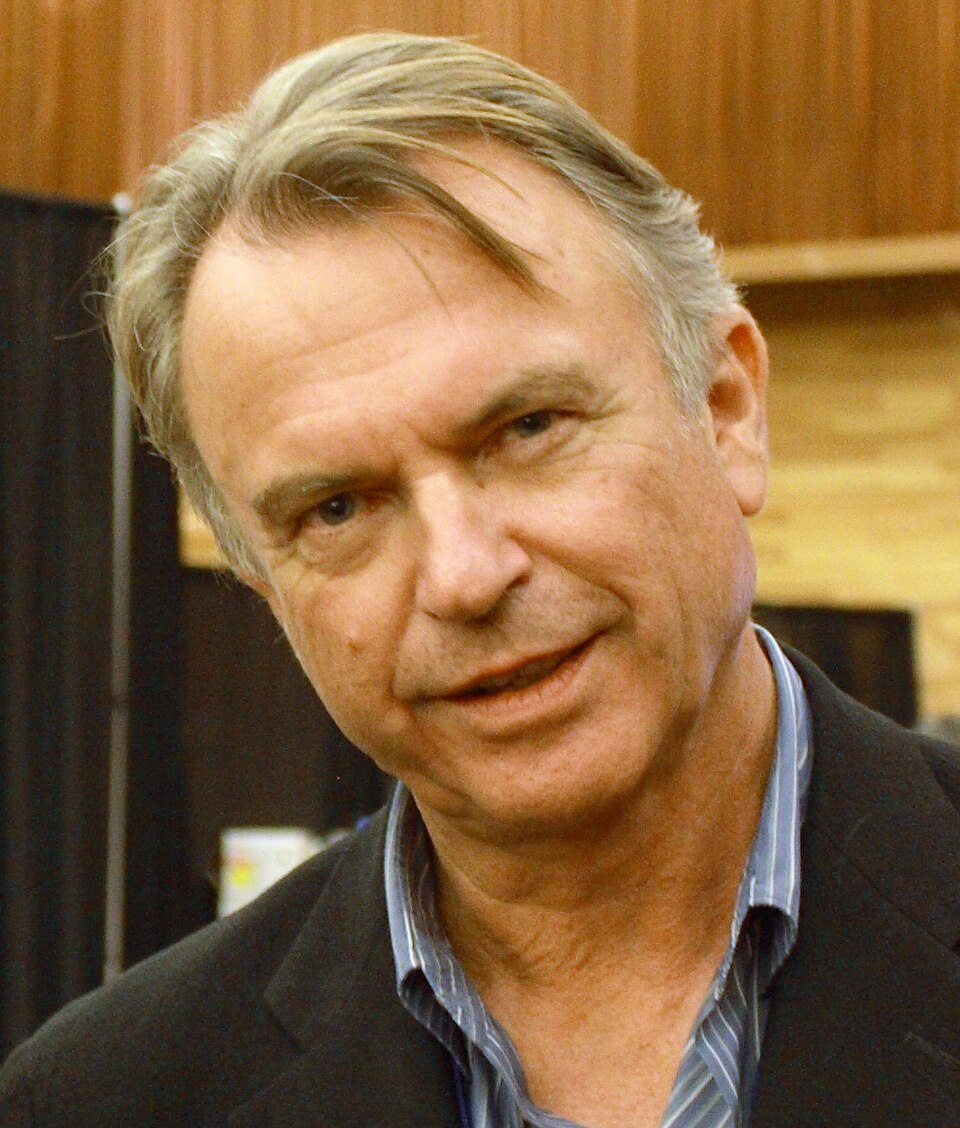
Sam Neill (2010)

Sir Nigel John Dermot „Sam“ Neill, KNZM, OBE (* 14. September 1947 in Omagh, Nordirland, Vereinigtes Königreich) ist ein neuseeländischer Schauspieler, Regisseur, Drehbuchautor und Winzer.

## Leben und Werk
Geboren als Sohn einer Soldatenfamilie in Nordirland, die 1954 nach Neuseeland zurückzog, besuchte Neill die regulären Schulen und die Universität, wo er einen Abschluss in englischer Literatur machte. Er begann früh, als Schauspieler zu arbeiten, und war für die National Film Unit sechs Jahre lang als Regisseur und Drehbuchautor tätig. In den 1970er-Jahren übernahm er erste Film- und Fernsehrollen, einem breiteren Publikum in Australien und Ozeanien wurde er erstmals durch Meine brillante Karriere (1979) bekannt. Eindruck machte er auch mit Todesstille an der Seite von Nicole Kidman (1988).
In den 1980er-Jahren folgten erste Engagements in Europa und den USA. So spielte er 1981 die Hauptrolle in dem deutsch-französischen Horrorfilm Possession (1981). Seinen höchsten Bekanntheitsgrad erzielte er in den 1990er-Jahren, als er in Steven Spielbergs Welterfolg Jurassic Park (1993) die Hauptrolle des Paläontologen Dr. Alan Grant verkörperte. Diese Rolle spielte er nochmals 2001 in der Fortsetzung Jurassic Park III und in Jurassic World: Ein neues Zeitalter, der im Juni 2022 in die Kinos kam. Populär wurde er außerdem durch Filme wie die Tom-Clancy-Buchverfilmung Jagd auf Roter Oktober (1990) oder das vielfach ausgezeichnete Liebesdrama Das Piano (1993), in dem er entgegen seinen sonst eher sanftmütigen Rollen eine ambivalente Figur spielte. 1997 erregte er Aufsehen unter Science-Fiction-Fans mit dem Weltraum-Schocker Event Horizon an der Seite von Laurence Fishburne. 
Er spielte auch Hauptrollen in vielen Fernsehproduktionen, beispielsweise in der Fantasyserie Merlin (1998) oder in der Krimireihe Peaky Blinders – Gangs of Birmingham (2013–2014).
Neill hat einen Sohn mit der Schauspielkollegin Lisa Harrow, eine Tochter mit der Maskenbildnerin Noriko Watanabe und eine Stieftochter. Seit 2017 ist er mit der Journalistin und Autorin Laura Tingle liiert. Seit 1993 ist er Inhaber der Two Paddocks Ltd., eines kleinen, in Otago (Neuseeland) ansässigen Familienunternehmens, das Weine herstellt.
In seiner im März 2023 erschienenen Autobiografie Did I Ever Tell You This? (deutsch: Hab ich Dir das je erzählt?) gab Neill bekannt, dass er sich seit März 2022 einer Chemotherapie unterziehen muss, nachdem bei ihm ein Angioimmunoblastisches T-Zell-Lymphom (ein Non-Hodgkin-Lymphom) diagnostiziert wurde.
Sein deutscher Synchronsprecher ist überwiegend Wolfgang Condrus.

## Filmografie

### Darsteller
- 1975: Landfall
- 1977: Schlafende Hunde (Sleeping Dogs) – Regie: Roger Donaldson
- 1979: Meine brillante Karriere (My Brilliant Career) – Regie: Gillian Armstrong
- 1980: Barbara’s Baby – Omen III (The Final Conflict: Omen 3) – Regie: Graham Baker
- 1981: Aus einem fernen Land (Da un paese lontano) – Regie: Krzysztof Zanussi
- 1981: Possession – Regie: Andrzej Żuławski
- 1982: Ivanhoe (Fernsehfilm) – Regie: Douglas Camfield
- 1982: Die grünen Teufel vom Mekong (Attack Force Z) – Regie: Tim Burstall
- 1982: Enigma – Regie: Jeannot Szwarc
- 1983: Zwei Mädchen vom Lande (The Country Girls) – Regie: Desmond Davis
- 1983: Reilly, Spion der Spione (Reilly, Ace of Spies, Fernsehserie)
- 1984: Das Blut der Anderen (Le Sang des autres) – Regie: Brian Moore
- 1985: Kain und Abel (Kane and Abel) – Regie: Buzz Kulik
- 1985: Bandit aus gutem Hause – Die Captain Starlight Legende (Robbery Under Arms) – Regie: Donald Crombie, Ken Hannam
- 1985: Eine demanzipierte Frau (Plenty) – Regie: Fred Schepisi
- 1985: Nur die Liebe allein (For Love Alone) – Regie: Stephen Wallace
- 1986: The Good Wife (The Umbrella Woman) – Regie: Ken Cameron
- 1986: Strong Medicine – Tödliche Dosis (Strong Medicine) – Regie: Guy Green
- 1987: Amerika (Fernsehserie) – Regie: Donald Wyre
- 1988: Im Zweifel für das Leben – Sieg über den Krebs (Leap of Faith) – Regie: Stephen Gyllenhaal
- 1988: Ein Schrei in der Dunkelheit (A Cry in the Dark) – Regie: Fred Schepisi
- 1989: Todesstille (Dead Calm) – Regie: Phillip Noyce
- 1989: Die Französische Revolution – Jahre der Hoffnung/Jahre des Zorns (La révolution française) – Regie: Robert Enrico, Richard T. Heffron
- 1990: Jagd auf Roter Oktober (The Hunt for Red October) – Regie: John McTiernan
- 1990: Gesellschaft für Mrs. Di Marco (Death in Brunswick) – Regie: John Ruane
- 1991: Allein gegen den Wind (One Against The Wind) – Regie: Larry Elikann
- 1991: Undercover – Geiseln des Terrors (The Hostage) – Regie: Robert Young
- 1991: Fieber des Bösen (Fever) – Regie: Larry Elikann
- 1991: Bis ans Ende der Welt – Regie: Wim Wenders
- 1992: Das Piano (The Piano) – Regie: Jane Campion
- 1992: Anschlag auf die Rainbow Warrior (The Sinking of the Rainbow Warrior) – Regie: Michael Tuchner
- 1992: Jagd auf einen Unsichtbaren (Memoirs of an Invisible Man) – Regie: John Carpenter
- 1993: Szenen einer Familie (Family Pictures) – Regie: Philip Saville
- 1993: Jurassic Park – Regie: Steven Spielberg
- 1994: Eine Liebe in Australien; auch: Der Besuch aus England (Country Life) – Regie: Michael Blakemoore
- 1994: Victory – Regie: Mark Peploe
- 1994: Verführung der Sirenen (Sirens) – Regie: John Duigan
- 1994: Das Dschungelbuch (The Jungle Book) – Regie: Stephen Sommers
- 1994: Die Mächte des Wahnsinns (John Carpenter’s In the Mouth of Madness) – Regie: John Carpenter
- 1995: Forgotten Silver – Regie: Peter Jackson
- 1995: Zeit der Sinnlichkeit (Restoration) – Regie: Michael Hoffman
- 1996: Kaltblütig 1. + 2. Teil (In Cold Blood, Part 1 + 2) – Regie: Jonathan Kaplan
- 1996: Children of the Revolution – Regie: Peter Duncan
- 1997: Schneewittchen (Snow White: A Tale of Terror) – Regie: Michael Cohn
- 1997: Hering auf der Hose (The Revengers’ Comedies) – Regie: Malcolm Mowbray
- 1997: Event Horizon – Am Rande des Universums (Event Horizon) – Regie: Paul W. S. Anderson
- 1998: Der Pferdeflüsterer (The Horse Whisperer) – Regie: Robert Redford
- 1998: Merlin – Regie: Steve Barron
- 1999: Molokai: The Story of Father Damien – Regie: Paul Cox
- 1999: Der 200 Jahre Mann (Bicentennial Man) – Regie: Chris Columbus
- 2000: The Dish – Regie: Rob Sitch
- 2000: Der Zauberpudding (The Magic Pudding, Stimme)
- 2000: Sally Hemings: An American Scandal (Fernsehfilm) – Regie: Charles Haid
- 2001: Jurassic Park III – Regie: Joe Johnston
- 2001: Gefangen in eisigen Tiefen (Submerged, Fernsehfilm) – Regie: James Keach
- 2001: The Zookeeper – Regie: Ralph Ziman
- 2002: Doktor Schiwago (Doctor Zhivago) – Regie: Giacomo Campiotti
- 2002: The Master Criminal (Framed) – Regie: Daniel Petrie, Jr.
- 2003: Perfect Strangers – Regie: Gaylene Preston
- 2002: Dirty Deeds – Dirty Business (Dirty Deeds) – Regie: David Caesar
- 2004: Wimbledon – Spiel, Satz und … Liebe (Wimbledon) – Regie: Richard Loncraine
- 2004: Yes – Regie: Sally Potter
- 2005: Little Fish – Regie: Rowan Woods
- 2005: To the Ends of the Earth (Miniseries, 3 Episoden)
- 2006: Unwiderstehlich (Irresistible) – Regie: Ann Turner
- 2006: Merlin 2 – Der letzte Zauberer (Merlin’s Apprentice) – Regie: David Wu
- 2006: Bermuda Dreieck – Tor zu einer anderen Zeit (The Triangle) – Regie: Craig R. Baxley
- 2007: Angel – Ein Leben wie im Traum (Angel) – Regie: François Ozon
- 2007: Die Tudors (The Tudors, Fernsehserie)
- 2008: Dean Spanley – Regie: Toa Fraser
- 2008: Skin – Schrei nach Gerechtigkeit (Skin) – Regie: Anthony Fabian
- 2008–2010: Crusoe (Fernsehserie)
- 2009: Daybreakers – Regie: Michael Spierig, Peter Spierig
- 2009: I Am You – Mörderische Sehnsucht (In Her Skin)
- 2009: Under the Mountain – Regie: Jonathan King
- 2010: Happy Town (Fernsehserie)
- 2010: Die Legende der Wächter (Legend of the Guardians: The Owls of Ga’Hoole, Stimme)
- 2011: The Hunter – Regie: Daniel Nettheim
- 2011: Ice – Der Tag, an dem die Welt erfriert (Ice, Fernsehfilm) – Regie: Nick Copus
- 2011: Das Geheimnis der Drachenperle (The Dragon Pearl) – Regie: Mario Andreacchio
- 2012: Für immer Liebe (The Vow) – Regie: Michael Sucsy
- 2012: Alcatraz (Fernsehserie, 13 Episoden)
- 2013: Escape Plan – Regie: Mikael Håfström
- 2013: Der Abenteurer – Der Fluch des Midas (The Adventurer: The Curse of the Midas Box) – Regie: Jonathan Newman
- 2013–2014: Peaky Blinders – Gangs of Birmingham (Peaky Blinders, Fernsehserie)
- 2014: A Long Way Down – Regie: Pascal Chaumeil
- 2014: United Passions – Regie: Frédéric Auburtin
- 2015: Und dann gabs keines mehr (And Then There Were None, Miniserie)
- 2015: MindGamers – Regie: Andrew Goth
- 2015: Backtrack – Tote vergessen nicht (Backtrack) – Regie: Michael Petroni
- 2015: Die Wildente (The Daughter) – Regie: Simon Stone
- 2016: Wo die wilden Menschen jagen (Hunt for the Wilderpeople) – Regie: Taika Waititi
- 2017: Sweet Country – Regie: Warwick Thornton
- 2017: Thor: Tag der Entscheidung (Thor: Ragnarok) – Regie: Taika Waititi
- 2018: The Commuter – Regie: Jaume Collet-Serra
- 2018: Peter Hase (Peter Rabbit) – Regie: Will Gluck
- 2019: Rick and Morty (Fernsehserie, Episode 4x02, Stimme)
- 2019: Ride Like a Girl – Ihr größter Traum (Ride Like a Girl) – Regie: Rachel Griffiths
- 2019: Blackbird – Eine Familiengeschichte (Blackbird) – Regie: Roger Michell
- 2020: Besser wird’s nicht (Rams) – Regie: Jeremy Sims
- 2021: Peter Hase 2 – Ein Hase macht sich vom Acker (Peter Rabbit 2: The Runaway, Stimme) – Regie: Will Gluck
- 2021: Infiltration (Fernsehserie, Episode 1x01)
- 2022: Jurassic World: Ein neues Zeitalter (Jurassic World Dominion) – Regie: Colin Trevorrow
- 2022: Thor: Love and Thunder – Regie: Taika Waititi
- 2023: The Portable Door – Regie: Jeffrey Walker
- 2023: Assassin Club – Regie: Camille Delamarre
- 2025: Untamed (Miniserie, 6 Episoden)

### Regie
- 1995: Neuseeland – Kino der Unruhe (Cinema of Unease: A Personal Journey by Sam Neill) (52 Minuten) zusammen mit Judy Rymer für das BFI